# Gordon Daniel
Pour les articles homonymes, voir Daniel.
Gordon Daniel est un monteur son britannique, né le 5 avril 1923 mort en 21 août 2009 dans les Cornouailles (Angleterre).

## Filmographie (sélection)
- 1960 : Le Village des damnés (Village of the Damned) de Wolf Rilla
- 1962 : Choc en retour (I Thank a Fool) de Robert Stevens
- 1964 : Quatre garçons dans le vent (A Hard Day's Night) de Richard Lester
- 1965 : L'Espion qui venait du froid (The Spy who Came in from the Cold) de Martin Ritt
- 1965 : Genghis Khan d'Henry Levin
- 1966 : Grand Prix de John Frankenheimer
- 1966 : Modesty Blaise de Joseph Losey
- 1967 : Magical Mystery Tour de Bernard Knowles
- 1967 : Loin de la foule déchaînée (Far from the Madding Crowd) de John Schlesinger
- 1968 : Pancho Villa de Buzz Kulik
- 1973 : Papillon de Franklin J. Schaffner
- 1978 : Fedora de Billy Wilder
- 1979 : Elle (10) de Blake Edwards
- 1984 : Terminator (The Terminator) de James Cameron
- 1986 : Platoon d'Oliver Stone
- 1987 : Wall Street d'Oliver Stone
- 1987 : Le Proviseur (The Principal) de Christopher Cain

## Récompenses
- Oscars 1967 : Oscar du meilleur montage de son pour Grand Prix